# Oenothera grisea
Oenothera grisea är en dunörtsväxtart som beskrevs av W. Dietrich. Oenothera grisea ingår i släktet nattljussläktet, och familjen dunörtsväxter. Inga underarter finns listade i Catalogue of Life.